# Красний Яр (Тогучинський район)
Красний Яр (рос. Красный Яр) — селище у Тогучинському районі Новосибірської області Російської Федерації.
Входить до складу муніципального утворення Зарічна сільрада. Населення становить 36 осіб (2010).

## Історія
Згідно із законом від 2 червня 2004 року органом місцевого самоврядування є Зарічна сільрада.

## Населення
| 2002 | 2007 | 2010 |
| ---- | ---- | ---- |
| 57   | ↘52  | ↘36  |